# Eric Nkansah
Eric Nkansah, ganski atlet, * 12. december 1974. 
Nastopal je v teku na 100 metrov. Sodeloval je na atletskem delu poletnih olimpijskih igrah leta 2004.